# Dennis Boyd (giocatore di football americano)
Dennis Boyd (Washington, 5 novembre 1955) è un ex giocatore di football americano statunitense che ha giocato nei ruoli di defensive end, defensive tackle e offensive tackle nella National Football League (NFL). Fu scelto nel corso del terzo giro (58º assoluto) del Draft NFL 1977 dai Seattle Seahawks. Al college giocò a football all'Università statale dell'Oregon.

## Carriera professionistica
Boyd fu scelto nel corso del terzo giro del Draft 1977 dai Seattle Seahawks. Rimase con la franchigia per tutta la carriera fino al 1982, tranne nella stagione 1980 in cui rimase fermo per tutta l'annata. Si ritirò dopo 59 presenze come professionistica, giocando sia in attacco che in difesa.

## Vittorie e premi
Nessuno

## Statistiche
| Partite totali | 59 |